# Reichslandbund
Der Reichs-Landbund (RLB) war der bedeutendste Interessenverband der deutschen Landwirtschaft während der Weimarer Republik.

## Geschichte
Der Reichs-Landbund entstand 1921 durch die Fusion der beiden großen protestantisch-rechtsgerichteten Landwirtschaftsverbände Bund der Landwirte (BdL) und Deutscher Landbund, um die agrarischen Interessen wirkungsvoller – etwa in Fragen der Zwangswirtschaft – gegen die erstarkenden Kräfte der Arbeiterschaft und Großindustrie durchsetzen zu können. Der Reichs-Landbund war die einflussreichste deutsche Bauernvereinigung während der Weimarer Republik. Die Führung verfolgte einen antidemokratischen, nationalistischen Kurs mit einer Ablehnung der Weimarer Republik, wobei gleichzeitig unter dem bestehenden System möglichst viel Einfluss besonders für die Großagrarier und ostelbischen Junker gewahrt werden sollte. Ostelbische Großagrarier waren in Führungsgremien stark vertreten. Besondere Schwerpunkte des Verbandes waren Pommern, Brandenburg, Schlesien, Thüringen, Ost-Hannover und Hessen. Lediglich in den katholischen Regionen des Reiches konnte der Reichs-Landbund nicht Fuß fassen. Dort dominierte die Vereinigung der deutschen Bauernvereine.
Der Reichs-Landbund schuf eine ausgeprägte Organisation mit einer schlagkräftigen Zentrale mit zahlreichen Zeitungen. 1928 standen 190 Presseorgane dem Reichs-Landbund nahe und gehörten gar ihm bzw. den Mitgliederverbänden. 1924 gab es schon rund 500 Kreisgeschäftsstellen. Dadurch konnten in den Hochburgen auch große Teile der landwirtschaftlichen Bevölkerung stark beeinflusst werden, die nicht Mitglieder des Reichs-Landbundes waren.
Politisch stand der Reichs-Landbund nach der Gründung vor allem der republikfeindlichen Deutschnationalen Volkspartei (DNVP) nahe. Insbesondere bei den Reichstagswahlen 1924 unterstützte der Verband diese Partei besonders stark, förderte aber auch Kandidaturen von hochrangigen Mitgliedern in anderen Rechtsparteien, vornehmlich der Deutschen Volkspartei (DVP). Bei der Reichspräsidentenwahl 1925 unterstützte der Reichs-Landbund die Wahl Paul von Hindenburgs. In der Mitte der 1920er Jahre waren führende Reichs-Landbund-Mitglieder über die DNVP in der Regierung vertreten. Doch diese Phase der Mitarbeit währte nur kurz. Zollstreitigkeiten und die Agrarkrise verschärften die Distanz zum Staat und zur Republik. Die Unterstützung der Regierung hatte besonders in Hessen und Schlesien zu massiven Mitgliederverlusten geführt. So waren Landbundfunktionäre maßgeblich an der Landvolkbewegung 1927/28 beteiligt. Allerdings trennten sich mehrere Landbundführer von der DNVP, so Karl Hepp, einer der Präsidenten, oder Ernst Höfer, Vorsitzender des Thüringer Landbundes, und gründeten die Christlich-Nationale Bauern- und Landvolkpartei (CNBLP), die sich 1930 in Deutsches Landvolk umbenannte. Die neue Partei nahm der DNVP bei der Reichstagswahl 1928 10 Mandate ab. Innerhalb des Reichslandbundes kam es daraufhin zu erheblichen Turbulenzen. Der Kampf gegen andere Bauernorganisationen wurde weitgehend eingestellt. Um größeren Einfluss in der Agrar- und Weltwirtschaftskrise zu bekommen, wurde der Reichs-Landbund treibende Kraft zur Gründung einer Dachorganisation aller Bauernverbände. 1929 trat die Grüne Front ins Leben.
Der Reichs-Landbund unterstützte 1929 das von DNVP, NSDAP und anderen Rechtsverbänden initiierte Volksbegehren gegen den Young-Plan. Über ihr führendes Mitglied Martin Schiele beteiligte sich der Reichs-Landbund an der Regierung Heinrich Brüning, was zum Parteiausschluss Schieles aus der DNVP führte und dem Deutschen Landvolk (CNBLP) bei der Reichstagswahl von 1930 zu großen Gewinnen verhalf. Da jedoch die NSDAP nun mit dem Aufbau des „Agrarpolitischen Apparats“ vor allem auf dem Lande große Fortschritte erzielte, gewannen die Nationalsozialisten immer mehr Einfluss im Reichs-Landbund. Schon im Oktober 1930 musste Martin Schiele als Präsident des Reichs-Landbundes zurücktreten, der neue Vorstand rückte weiter nach rechts. Die Schiele-Anhänger wurde zurückgedrängt, die Nationalsozialisten gewannen an Boden. Andere Gruppen im Reichs-Landbund glaubten, durch ein Bündnis mit der NSDAP verlorenen Einfluss für die Landwirtschaft zurückgewinnen zu können. Die Agitation des Verbandes gegen die Regierung Brüning, die Demokratie und die Weimarer Republik verschärfte sich, sodass der Reichs-Landbund 1931 der Harzburger Front beitrat. Bei der Reichspräsidentenwahl 1932 empfahl die Führung des Reichs-Landbundes eine Stimmabgabe für den deutschnationalen Stahlhelmführer Theodor Duesterberg oder Adolf Hitler, da Hindenburg sich nicht von seiner Unterstützung durch die SPD distanzierte.
Am 11. Januar 1933 wurde die RLB-Führung bei Hindenburg empfangen und agitierte heftig gegen den Reichskanzler Kurt von Schleicher. Der Reichspräsident „befahl“ Schleicher mehr Unterstützung für die Großagrarier, die dieser aber ablehnte. Dies trug entscheidend zum Weg Hitlers an die Macht bei. Die Machtübertragung auf Hitler am 30. Januar 1933 wurde von der Führung begrüßt. Die Wochenschrift des RLB „Ostland“ schrieb in der Ausgabe 14 das mit der Einigung der Führer der Nationalen Bewegung „der Geist vom August 1914“ wieder erwacht sei. Der Gleichschaltung der Landwirtschaft und ihrer Erfassung im Reichsnährstand setzte die größte Landwirtschaftsorganisation keinerlei Widerstand entgegen.

## Präsidenten
- 1921–1924: Gustav Roesicke (geschäftsführend)
- 1921–1930: Karl Hepp
- 1926–1928: Eberhard Graf von Kalckreuth
- 1928–1930: Martin Schiele (geschäftsführend)
- 1930–1933: Eberhard Graf von Kalckreuth (geschäftsführend)
- 1930–1933: Heinrich Lind
- 1931–1933: Werner Willikens
- 1933: Wilhelm Meinberg (geschäftsführend)

## Mitglieder
Die genaue Zahl kann nicht ermittelt werden, da die Zahl der angeschlossenen Verbände schwankte und auch zwischen Voll- und Zusatzmitglieder unterschieden wurde. Nach Eigenangaben waren zur Spitzenzeit angeblich 5,6 Millionen Mitglieder vorhanden. Nach einer eigenen Veröffentlichung mit Angabe der Mitglieder der angeschlossenen Verbände waren es 1923 rund 1 Million Mitglieder. Andere Angaben schwanken zwischen 0,8 und 1,7 Millionen Mitglieder.

## Angeschlossene Verbände (1928)
- Landbund Anhalt (10.000 Mitglieder)
- Badischer Landbund (40.000)
- Bund der Landwirte in Bayern (27.000)
- Brandenburgischer Landbund (118.670)
- Braunschweigischer Landbund (12.000)
- Danziger Landbund (4000)
- Grenzmark-Süd (8800)
- Hannoverscher Landbund (keine Angaben)
- Landbund für die Hansestädte Hamburg und Lübeck (2000)
- Hessischer Landbund (25.744)
- Kurhessischer Landbund (40.000)
- Lippischer Landbund (2500)
- Landbund für den Landesteil Lübeck (735)
- Landbund Mecklenburg-Schwerin (6180)
- Mecklenburg-Strelitzer Landbund (6180)
- Bezirksbauernschaft für Nassau und den Kreis Wetzlar, Limburg (30.000)
- Oberschlesischer Landbund (10.000)
- Landbund für Österreich (85.000): Trat als Verband Österreich des deutschen Reichslandbundes ein. Im Juni 1933 beendete er seine Mitgliedschaft aufgrund der Gleichschaltung des Reichslandbundes mit der NSDAP.[3]
- Landbund Oldenburg-Bremen (14.799)
- Landwirtschaftsverband Ostpreußen (46.000)
- Pommerscher Landbund (140.000)
- Pfälzer Bauernbund (15.000)
- Rheinischer Landbund (21.000)
- Sächsischer Landbund (60.000)
- Landbund Provinz Sachsen (86.400)
- Schlesischer Landbund (75.000)
- Landbund Schleswig-Holstein (17.774)
- Thüringer Landbund (41.150)
- Waldeckischer Landbund (3066)
- Westfälischer Landbund (15.515)
- Württembergischer Bauern- und Weingärtnerbund. Bund der Landwirte (40.000)

Quelle: Cerny/Fahlbusch

## Belege
1. ↑  Hans-Ulrich Thamer: Verführung und Gewalt. Deutschland 1933–1945. 1994, S. 220f.
2. ↑  Hans-Erich Volkmann: Ökonomie und Expansion. München 2003, S. 338.
3. ↑  Robert Kriechbaumer: Die großen Erzählungen der Politik. Politische Kultur und Parteien in Österreich von der Jahrhundertwende bis 1945 (= Schriftenreihe des Forschungsinstitutes für politisch-historische Studien der Dr.-Wilfried-Haslauer-Bibliothek, Salzburg. Band 12). Böhlau, Wien / Köln / Weimar 2001, ISBN 3-205-99400-0, S. 501, 524.
4. ↑  Jochen Cerny, Lutz Fahlbusch: Reichs-Landbund (RLB) 1921–1933. In: Dieter Fricke u. a. (Hrsg.): Lexikon zur Parteiengeschichte. Die bürgerlichen und kleinbürgerlichen Parteien und Verbände in Deutschland 1789–1945, Bd. 3. Leipzig/Köln 1985, S. 688–689.